# BVG Bauart U4
Die Straßenbahnwagen des Typs U4, welche ab 1934 unter der Bezeichnung T 33 U geführt wurden, waren eine Serie von 60 Triebwagen, die 1933/34 bei der Nationalen Automobil-Gesellschaft in Berlin-Oberschöneweide konstruiert wurden. Wegen der Aufteilung ihres Fahrgastraumes in ein größeres Nichtraucher- und ein kleineres Raucherabteil wurden die Fahrzeuge im Berliner Volksmund auch als „Stube-und-Küche“-Wagen bezeichnet.

## Entwicklung

Tw 3715 mit zwei Beiwagen (BM 28/35) auf dem Betriebshof Moabit, 1965

Tw 3712 mit Schneepflug neben Tw 5849 (T 24/55) zwischen weiteren Fahrzeugen im Betriebshof Schöneberg, 1964

Die Wagen wurden ab 1933 bei NAG in Oberschöneweide konstruiert. Sie wurden offiziell als Umbauwagen bezeichnet, da sie unter Verwendung der Motoren und Fahrschalter der vorherigen Umbaureihe U3l entstanden. Diese stellen einen Umbau aus ehemaligen Berolina-Wagen dar. Im Gegensatz zu den 1931/32 ebenfalls aus diesem Typ hervorgegangenen Mitteleinstiegswagen vom Typ U3M (ab 1934: TM 31 U und TM 31 US) hatten diese 60 Wagen wieder Endeinstiege. Die Unterteilung in ein Raucher- und ein Nichtraucherabteil wurde jedoch auch hier beibehalten, was schließlich zum Spitznamen „Stube und Küche“ führte. Die in das Dach integrierten Zielschilderkästen waren ebenfalls bei den TM 31 U vorhanden.
Die Fahrzeuge hatten an den Einstiegen Teleskopschiebetüren. Im Gegensatz zu den vorhandenen Wagen waren die Fahrzeuge durchgehend in chromgelb lackiert. Mitte der 1930er Jahre erhielten sie dann die übliche Lackierung in hellelfenbein mit schwarzer Zierleiste. Zur Verständigung zwischen Fahrer und Schaffner diente eine Summeranlage sowie ein Klingelzug, welcher von den Fahrerplätzen aus bedient werden konnte. Zur Verständigung zwischen Trieb- und Beiwagen dienten rote Signallampen an den Türen.
Sieben Triebwagen wurden nach 1945 als Kriegsverlust ausgemustert. Die BVG (West) erhielt bei der Verwaltungstrennung der Berliner Verkehrsbetriebe 39 Triebwagen, die BVG (Ost) die übrigen 14 Wagen.
Die bei der BVG-Ost beheimateten Wagen erhielten in den 1950er Jahren einfache Schiebetüren anstelle der Teleskopschiebetüren. Die Unterteilung in Raucher- und Nichtraucherabteil wurde aufgegeben und dafür Zwischentüren zu den Plattformen eingebaut. 1963 wurden sie in das Rekoprogramm mit einbezogen und gingen in den Triebwagen 5001II–5014II auf. Die bei der BVG (West) verbliebenen Wagen erhielten anstelle der 40-Kilowatt-Motoren stärkere Versionen mit 50 Kilowatt Leistung. Sie konnten dadurch mit zwei Beiwagen behängt fahren. Sie wurden bis 1964/65 ausgemustert und teilweise verkauft. Inwieweit noch Fahrzeuge des Typs vorhanden sind, ist nicht bekannt.